# Burak Özçivit
Burak Özçivit (Istanboel, 24 december 1984) is een Turks acteur en model. Özçivit werd vooral bekend om zijn rollen in Kara Sevda (2015-2017) een van de meest succesvolle Turkse series, verkocht aan meer dan 110 landen en de enige winnaar van de International Emmy Award in 2017. Hij wordt ook algemeen erkend voor zijn huidige rol. In Kuruluş: Osman, een actie-avontuur, historische dramaserie waarin hij Osman speelt.
Ook opmerkelijk zijn zijn rollen in de series Çalıkuşu (2013) en Muhteşem Yüzyıl (2011-2012). Gedurende zijn acteercarrière heeft hij talloze onderscheidingen ontvangen en is hij anno 2021 de Turkse acteur met de meeste volgers op Instagram (18 miljoen)

## Biografie
Burak Özçivit werd geboren op 24 december 1984 in Istanbul, Turkije, de zoon van Bülent Özçivit en Ceyhan Özçivit. Hij heeft een jongere zus genaamd Burçun.
Hij studeerde aan de afdeling Fotografie van de Faculteit voor Schone Kunsten van de Universiteit van Marmara.

## Carrière

### Beginjaren
Burak Özçivit begon zijn carrière als model. In 2004, op 20-jarige leeftijd, behaalde hij de eerste plaats in de wedstrijd "Beste Model of Turkey" en werd in 2005 gekozen als tweede in de wereldcompetitie.
In 2006 maakte hij zijn eerste debuut als acteur in de serie Eksi 18 en in de daaropvolgende jaren nam hij deel aan verschillende series, waaronder Zoraki Koca of Küçük Sirlar, de Turkse bewerking van Gossip Girl. Tussen 2010 en 2011 stond hij bekend om zijn rol in de historische dramaserie Muhteşem Yüzyıl, waar hij Malkoçoglu Bali Bey speelde, een Ottomaanse militaire commandant in dienst van Sultan Suleiman, die de eerste twee prijzen van zijn carrière won.

### 2013Çalıkuşu, eerste opmerkelijke rol
In 2013 zou zijn eerste rol van gewicht in een serie arriveren; Çalıkuşu, een liefdes-, drama- en komische bewerking van de gelijknamige roman van Reşat Nuri Güntekin, een van de belangrijkste auteurs van Turkije. De serie speelt zich af in het begin van de 20e eeuw in Turkije, waar Özçivit de rol van Kamran speelt, een jonge, aantrekkelijke en gerespecteerde arts die verliefd wordt op zijn nicht Feride, een rol gespeeld door Fahriye Evcen.
Çalıkuşu werd uitgebracht op 24 september 2013 en werd uitgezonden door Kanal D. Daarnaast is het door Netflix overgenomen onder de titel Lovebird en uitgezonden door meerdere landen zoals Israël, Iran, Servië, Bulgarije, Rusland, Oekraïne en Kazachstan. Dankzij zijn rol in de serie won Burak Özçivit nog vier prijzen.
Een jaar later, in 2014, speelde hij opnieuw met Fahriye Evcen in de liefdes- en dramafilm Aşk Sana Benzer, die anno 2021 bijna 9 miljoen views heeft op YouTube.

### 2015-2017Kara Sevda, de lancering van zijn carrière
Tussen 2015 en 2017 speelde hij in de soapserie Kara Sevda en had de rol van Kemal Soydere, samen met actrice Neslihan Atagül. Deze serie is werd genomineerd voor de International Emmy Award, is uitgezonden in 110 landen en vertaald in 50 talen, waardoor Burak Özçivit populariteit verkreeg, zowel in het binnen- als buitenland.
In 2016 speelde hij samen met zanger en acteur Murat Boz in de film Kardeşim Benim. In 2017 maakte hij het vervolg op de vorige genaamd Kardeşim Benim 2.

### 2019-hedenKuruluş: Osman
In 2018 speelde hij in de film Can Feda naast Kerem Bürsin, waarvoor hij de prijs won voor "Most Admired Actor of the Year 2018".
Özçivit is ook producent dankzij zijn bedrijf BRK'S Production.
Op 20 november 2019 ging in Turkije het eerste seizoen van de serie Kuruluş: Osman, waarin Özçivit de titelrol vertolkt, met groot succes in première. De serie vertelt het verhaal van Osman Gazi, zoon en opvolger in de Ottomaanse dynastie van Ertugrul, hoofdpersoon van de bekende serie Diriliş Ertuğrul. Momenteel wordt het tweede seizoen ook in Turkije met groot succes uitgezonden. De serie is bekroond met 10 awards, waarvan 3 voor Burak Özçivit als beste acteur en is gekocht door 35 landen, waaronder Pakistan, Albanië en Tunesië.

## Privé
Özçivit verloofde zich op 9 maart 2017 met actrice Fahriye Evcen in Duitsland. Ze trouwden op 29 juni 2017 in Istanboel. Het echtpaar verwelkomde op 13 april 2019 hun eerste zoon. Özçivit woont in Sarıyer.

## Filmografie
| Films     | Films            | Films               |
| Jaar      | Productie        | Rol                 |
| --------- | ---------------- | ------------------- |
| 2013      | Zarafa           | Hasan               |
| 2015      | Aşk Sana Benzer  | Balıkçı Ali         |
| 2016      | Kardeşim Benim   | Hakan               |
| 2017      | Kardeşim Benim 2 | Hakan               |
| 2018      | Can Feda         | Captain Alparslan   |
| tv-series |                  |                     |
| Jaar      | Productie        | Rol                 |
| 2006      | Eksi 18          | Murat               |
| 2007      | Zoraki Koca      | Ömer Özpolat        |
| 2008–2009 | Baba Ocağı       | Güven               |
| 2010      | İhanet           | Emir                |
| 2010–2011 | Küçük Sırlar     | Çetin Ateşoğlu      |
| 2011–2013 | Muhteşem Yüzyıl  | Malkoçoğlu Balı Bey |
| 2013–2014 | Çalıkuşu         | Kamran              |
| 2015–2017 | Kara Sevda       | Kemal Soydere       |
| 2019–     | Kuruluş: Osman   | Osman Bey           |